# 911. grenadirski polk (Wehrmacht)
911. grenadirski polk (izvirno nemško 911. Grenadier-Regiment; kratica 911. GR) je bil pehotni polk Heera v času druge svetovne vojne.

## Zgodovina
Polk je bil ustanovljen 25. novembra 1943 v Saint-Omerju za potrebe 349. pehotne divizije; uničen je bil julija 1944 v severni Ukrajini.
Ponovno je bil ustanovljen 11. septembra 1944 iz 1159. grenadirskega polka.